# タイムアングル
『タイムアングル』（Time Angle）は、1993年10月1日から1994年9月30日までフジテレビ系列局他で平日午後に生放送されたフジテレビ発の情報番組である。

## 概要
前身番組『TIME:3』が好調だったことを受け、司会には引き続き須田哲夫アナ&笠井信輔アナを起用したほか、『ウゴウゴルーガ』で知名度が上がった大坪千夏アナが加わる。放送時間も14時スタートの約90分枠に拡大され、日枝久社長の肝いりで番組タイトルを一新してリニューアルスタートを図り、『脱ワイドショー路線』を目指すも、約1年と短命に終了。『TIME:3』時代から通算6年半の歴史に幕を下ろした。

## 放送時間
- 月曜 - 金曜 14:00 - 15:25（JST）
  - 番組途中（14:55以降）にFNNニュースを放送する都合上、系列外ネット局は14:55で飛び降りていた。また、ネットスポンサーがつく時間帯は14時台のみであった。

## 出演者

### 司会
全員当時フジテレビアナウンサー（現在は3名とも退職され、フリーアナウンサーとして活動中）。

#### メイン司会
- 須田哲夫

#### パートナー司会
- 笠井信輔 - 後番組の『TVクルーズ となりのパパイヤ』も続投。
- 大坪千夏

### 芸能解説
- 前田忠明

### ニュース（FNN）
- 松本方哉（当時フジテレビ報道局） 報道センターから放送。松本が映ると同時に画面右下に「FNN」と表示されていたが、一部ネット局ではローカルニュースに差し替えられていた。

### コメンテーター
- ピーコ
- おすぎ

他

### リポーター
- 阿部光利
- 三井三太郎
- 佐藤忍
- 高重ちえこ

他

### ナレーション
- 坪井章子

他

## エピソード
1993年11月1日放送分で笠井が皇室カレンダーの特集でカレンダー紹介する中、大坪からカレンダーがどこで購入可能なのか質問されたが、答えにあせった笠井は必死に説明しようとして「これがですねー…」と言い始めるが、そのままCMに入った。また、その18分後に再び笠井アナがカレンダーのことを話そうしたが、今度は「皇室のカレンダーは聞きましたところ、皇室…」と言ってまたもやCMに入った。そしてその日のエンディングで、笠井はようやくカレンダーは全国の書店に問い合わせて購入することが可能であることを紹介できた。なお、この模様は後に『FNS番組対抗NG名珍場面大賞』で放送された。
同年12月22日放送分の『アングル10』のコーナーにて黛ジュンホノルルマラソン完走のニュースを扱う際、ヘッドライン項目パネルの「黛ジュン」を「黛ジョン」と誤植していて笠井が動揺。笠井曰く「ごめんなさい。なんかなんかね、黛さん犬みたいになっちゃった。来年は戌年ということで許してもらいましょう。」とのこと。『アングル10』のコーナーでの裏方スタッフのミスとしては他にも、1994年2月1日放送分では山口達也と辺見えみりの熱愛発覚のニュースを伝える際、笠井が原稿を読み上げている間の映像で辺見えみりの静止画を表示していたが、一瞬野々村真の静止画がフライングして表示されてしまった。同年1月4日放送分ではWinkの鈴木早智子が横浜マリノスの山田隆裕選手と結婚したニュースを伝える際、笠井が「Jリーガーの山田さんというのはこちらでございます」と言うと、映像は誤って当時自宅が焼失してしまった笑福亭仁鶴の静止画を流してしまった。この模様は後に『FNS番組対抗NG名珍場面大賞』でも流され、笑福亭鶴瓶は「多すぎや！ミスタッチが多すぎる」とコメント。今田耕司は「（仁鶴は）吉本の大先輩ですからね、いつの間にJリーガーになったんかとびっくりしました」ともコメント。笠井は「相当な早さでアングル10やってますんで、ちょっとスタッフの方もミスタッチとかがあったり…」と釈明していた。
同年6月2日放送分で須田がこの日のゲスト・布川敏和を紹介した際、「2児のパパです。ぬのかわとしかずさんをお迎えしました」と、布川の名字を「ふかわ」ではなく「ぬのかわ」と呼んでしまった。笠井・大坪は大爆笑（笠井は立ち上がって『ドッカーン!』と叫び、布川は「それじゃ"ぬっくん"になっちゃうじゃないですか!」と話した）し、須田は「漢字の通り読んじゃった…」とかなり落ち込んだ様子でテーブルに崩れ落ちた。その後、この模様が『FNS番組対抗NG名珍場面大賞』で放送された際、布川が同番組にVTR出演し、「病院で"ぬのかわさーん"と言われることはあるが、須田さんはベテランのアナウンサーなんだから、間違わないでほしい」と須田にコメントを寄せた。

## ネット局
| 放送局                                   | 放送対象地域   | 系列                                         | 備考                                                  |
| ---------------------------------------- | -------------- | -------------------------------------------- | ----------------------------------------------------- |
| フジテレビジョン （CX） （基幹・制作局） | 関東広域圏     | フジテレビ系列                               |                                                       |
| 北海道文化放送 （UHB）                   | 北海道         | フジテレビ系列                               |                                                       |
| 岩手めんこいテレビ （mit）               | 岩手県         | フジテレビ系列                               |                                                       |
| 仙台放送 （OX）                          | 宮城県         | フジテレビ系列                               |                                                       |
| 秋田テレビ （AKT）                       | 秋田県         | フジテレビ系列                               |                                                       |
| 福島テレビ （FTV）                       | 福島県         | フジテレビ系列                               |                                                       |
| 新潟総合テレビ （NST）                   | 新潟県         | フジテレビ系列                               | 現・NST新潟総合テレビ                                 |
| 長野放送 （NBS）                         | 長野県         | フジテレビ系列                               |                                                       |
| テレビ静岡 （SUT）                       | 静岡県         | フジテレビ系列                               |                                                       |
| 富山テレビ放送 （T34→BBT）               | 富山県         | フジテレビ系列                               | 『北陸中日新聞ニュース』を放送するため、15:20飛び降り |
| 石川テレビ放送 （ITC）                   | 石川県         | フジテレビ系列                               | 『北陸中日新聞ニュース』を放送するため、15:20飛び降り |
| 福井テレビジョン放送 （FTB）             | 福井県         | フジテレビ系列                               |                                                       |
| 東海テレビ放送 （THK）                   | 中京広域圏     | フジテレビ系列                               |                                                       |
| 関西テレビ放送 （KTV）                   | 近畿広域圏     | フジテレビ系列                               |                                                       |
| 山陰中央テレビジョン放送 （TSK）         | 島根県・鳥取県 | フジテレビ系列                               |                                                       |
| 岡山放送 （OHK）                         | 岡山県・香川県 | フジテレビ系列                               |                                                       |
| テレビ新広島 （TSS）                     | 広島県         | フジテレビ系列                               |                                                       |
| テレビ山口 （tys）                       | 山口県         | TBS系列                                      |                                                       |
| 四国放送 （JRT）                         | 徳島県         | 日本テレビ系列                               | 14:55飛び降り                                         |
| 愛媛放送 （EBC）                         | 愛媛県         | フジテレビ系列                               | 現・テレビ愛媛                                        |
| 高知放送 （RKC）                         | 高知県         | 日本テレビ系列                               | 14:55飛び降り                                         |
| テレビ西日本 （TNC）                     | 福岡県         | フジテレビ系列                               |                                                       |
| サガテレビ （STS）                       | 佐賀県         | フジテレビ系列                               |                                                       |
| テレビ長崎 （KTN）                       | 長崎県         | フジテレビ系列                               |                                                       |
| テレビ熊本 （TKU）                       | 熊本県         | フジテレビ系列                               |                                                       |
| テレビ大分 （TOS）                       | 大分県         | 日本テレビ系列 フジテレビ系列                |                                                       |
| テレビ宮崎 （UMK）                       | 宮崎県         | フジテレビ系列 日本テレビ系列 テレビ朝日系列 |                                                       |
| 鹿児島テレビ放送 （KTS）                 | 鹿児島県       | フジテレビ系列                               | 1994年3月まで日本テレビ系列とのクロスネット局         |
| 沖縄テレビ放送 （OTV）                   | 沖縄県         | フジテレビ系列                               |                                                       |

## 番組テーマ曲
- 国府弘子「Steppin' Out」（オープニングタイトルCG表示時やCM前のジングル[2]で出だしの部分を使用）
- 長沢有起「はじまりのkissをして」（イントロ部を編集して提供クレジット表示時のBGMとして使用）
- CHAGE and ASKA「THE TIME」（1993年10月 - 1994年3月）
- THE ALFEE「愛こそ力〜Power for Love〜」（1994年4月 - 9月）

## スタッフ
1993年12月27日放送時点
- 構成：久間兼輔、山口克久
- 技術：共同テレビ、八峯テレビ
- 照明：FLT
- 音響効果：第一音響
- 編集：テレモーションマックス
- 美術制作：丹沢秀雄
- 美術進行：内山高太郎
- デザイン：松下朗、雫石洋治
- パネルデザイン：桐山三千代
- タイトル：加藤啓次
- ワープロ：山田桂
- 芸能デスク：前田忠明、松本雄峰
- TK：冨士大博美
- AD：岩岡則子
- ディレクター：渡辺(邊)信治、田中真二、藤木伸一郎、藤井進、山口誠一郎、長山雅之、鈴木稚佳子
- PD：日高秀実、徳永竜二
- プロデューサー：青木征雄、佐治康一
- 制作：フジテレビ生活情報局（現・フジテレビ情報制作局）
- 制作著作：フジテレビ